# Vox (журнал)
Vox — британский музыкальный журнал, впервые вышедший в октябре 1990 года. Журнал принадлежал издательству IPC Media и позже был объявлен ежемесячным родственным изданием для музыкального еженедельника NME.
Vox выпускался в формате A4 и сопровождался 32-страничным вкладышем Record Hunter. Цена одного номера составляла полтора фунта, однако первый выпуск шёл по сниженной цене, чтобы привлечь читателей. Некоторое время к журналу прилагались бесплатные аудиокассеты, однако по словам управляющего директора IPC Майка Тудбалла, результат оказался ниже ожиданий.
Хотя Vox и был создан в ответ на журнал Q, выпускавшийся британским издательством EMAP, его тиражи в 1990-х годах были значительно ниже, чем у конкурирующего издания. Последний номер Vox вышел в июне 1998 года.